# Heinz Isermann
Heinz Isermann (* 17. April 1941 in Lüdinghausen) ist ein deutscher Ökonom. Er war bis 2006 Professor für Betriebswirtschaftslehre, insbesondere für Logistik und Verkehr, an der Johann Wolfgang Goethe-Universität in Frankfurt am Main.

## Leben und Wirken
Heinz Isermann absolvierte sein BWL-Studium von 1963 bis 1968 an der Universität zu Köln sowie an der London School of Economics and Political Science. 1968 arbeitete er sechs Monate lang als Geschäftsführer einer mittelständischen Spedition. Im akademischen Jahr 1969/70 absolvierte er ein Postgraduate Studium an der Stanford University. Von 1969 bis 1977 unterstützte er Werner Dinkelbach als wissenschaftlicher Mitarbeiter und Assistent an dessen Lehrstuhl in Regensburg und Saarbrücken. Während dieser Zeit promovierte er 1974 über Entscheidungsprobleme bei mehrfacher Zielsetzung.
Von 1977 bis 1987 übernahm er die Professur für Betriebswirtschaftslehre an der Universität Bielefeld, bevor er verschiedene Rufe erhielt, von denen er zum 1. Oktober 1987 den Ruf auf den Lehrstuhl für Betriebswirtschaftslehre, insbesondere Logistik und Verkehr, an der Johann Wolfgang Goethe-Universität in Frankfurt am Main annahm. Einen weiteren Ruf an die Universität Hamburg lehnte Heinz Isermann ab.
Heinz Isermanns Forschungsschwerpunkte sind Entscheidungstheorie, e-logistics, Gefahrgutlogistik, Stauraumoptimierung und Modellierung der logistischen Leistungserstellung. Aus seinen Forschungsergebnissen resultierten auch privatwirtschaftlich verwertbare Ergebnisse, die etwa 1986 in die Gründung der Firma Multiscience GmbH einflossen.
Heinz Isermann war stets bestrebt, den Studierenden die Praxisrelevanz der theoretischen Erkenntnisse zu vermitteln, wofür er den von der Frankfurter Fachschaft im Jahre 2000 verliehenen Wanderpokal Bestes Evaluationsergebnis BWL und im Jahre 2001 den erstmals verliehenen Fritz Neumark-Preis, der für besondere Verdienste um die Studierenden und den Fachbereich vergeben wurde, erhielt.